# Прайн, Эндрю
Эндрю Луис Прайн (англ. Andrew louis Prine ; 14 февраля 1936 года, Дженнингс, Флорида — 31 октября 2022, Париж) — американский актёр театра, кино и телевидения.

## Биография
Эндрю Прайн родился 14 февраля 1936 года в городе Дженнингс, штат Флорида . Окончил среднюю школу Эндрю Джексона в Майами. Учился в Маямском университете, но оставил учёбу и переехал в Нью-Йорк, чтобы начать актёрскую карьеру.
В 1956 году Эндрю Прайн дебютировал на Бродвее.
С конца 1950-х он также работал на телевидении, в 1959 году дебютировал в кино.

## Личная жизнь
В 1962 году Эндрю Прайн женился на актрисе Шэрон Фаррелл, но брак длился всего несколько месяцев. В 1973 году он вторично женился, его избранницей стала американская актриса Бренда Скотт. Супруги развелись через месяц, но в следующем году снова поженились. В 1986 году Эндрю Прайн женился на актрисе Гизер Лав, с которой до сих пор состоит в браке.

## Фильмография
- 2015 — Далёкая звезда / Beyond the Farthest Star — сенатор Джон Каттер
- 2011 — Повелители Салема / The Lords of Salem — преподобный Джонатан Готорн
- 2010—2013 — Спасите Грейс / Saving Grace — Эверет Маршалл
- 2005 — Долтри Кэлхун / Daltry Calhoun — шериф Кабот
- 2005 — C.S.I.: Место преступления / CSI: Crime Scene Investigation — Роджер Стокс
- 2005 — Стеклянный муравейник / Glass Trap — шериф Эд
- 2004 — Клиент всегда мёртв / Six Feet Under — Эд Киммель
- 1999 — Мальчик с рентгеновскими глазами / The Boy with the X-Ray Eyes — Малкольм Бейкер
- 1999 — Люди-тени / The Shadow Men — человек в чёрном
- 1997 — Крутой Уокер: Правосудие по-техасски / Walker, Texas Ranger — Тим Кингстон
- 1996 — Мелроуз-Плейс / Melrose Place — Такер
- 1995 — Звёздный путь: Глубокий космос 9 / Star Trek: Deep Space Nine — легат Таррел
- 1994 — Женаты… с детьми / Married… with Children — отец
- 1983 — V / V — Стивен
- 1968 — Бригада дьявола / The Devil’s Brigade — рядовой Теодор Рэнсом

## Премии и номинации
| Год  | Награда       | Номинация                                                  | Результат |
| ---- | ------------- | ---------------------------------------------------------- | --------- |
| 2001 | Золотая бутса | За значительный вклад в жанр вестерна в кино и телевидении | Победа    |